# Healer
Healer (kor.: 힐러, MOCT: Hilleo) – 20-odcinkowy serial południowokoreański z lat 2014-2015. Główne role odgrywają w nim Ji Chang-wook, Park Min-young oraz Yoo Ji-tae. Serial był emitowany na stacji KBS2 od 8 grudnia 2014 do 10 lutego 2015 w poniedziałki i wtorki o 22:00.
Serial jest dostępny z napisami w języku polskim za pośrednictwem platformy Viki, pod tytułem Healer.

## Fabuła
Wydarzenie sprzed ponad dwóch dekad, z którym związana była piątka przyjaciół prowadzących nielegalną stację nadawczą, pewnego dnia sprawia, że krzyżują się ścieżki trzech pozornie niezwiązanych ze sobą ludzi – tajemniczego nocnego kuriera o pseudonimie Healer (Ji Chang-wook), który uważany jest przez niektórych za najlepszego w swej branży; młodą redaktorkę pracującą dla podrzędnego brukowca (Park Min-young) oraz znanego i poważanego reportera pracującego dla jednej z największych stacji telewizyjnych w kraju (Yoo Ji-tae). Wspólnie próbują poznać prawdziwy przebieg wydarzeń i wyjawić prawdę światu, jednakże na drodze stoją im potężne persony świata polityki.

## Obsada

### Główna
- Ji Chang-wook jako Seo Jung-hoo / Park Bong-soo / Healer – nocny kurier o pseudonimie Healer, zajmujący się zbieraniem (niekoniecznie legalnym) i dostarczeniem informacji każdemu, kto za nie odpowiednio zapłaci. Tak naprawdę nazywa się Seo Jung-hoo. Dzięki swojej sprawności fizycznej i dobremu intynktowi, przez niektórych jest uważany za najlepszego w swej branży. Jego marzeniem jest kupić bezludną wyspę by móc mieszkać na niej z dala od świata. Jednakże po spotkaniu Young Shin, z którą pracuje w ramach zlecenia pod pseudonimem Park Bong-soo, jego życie zaczyna się zmieniać.

Park Si-jin jako młody Jung-hoo
Choi Jung-hoo jako mały Jung-hoo
- Park Min-young jako Chae Young-shin / Oh Ji-an – uparta i nieco dziwaczna redaktorka internetowego pismaka Someday News, której marzeniem jest zostać znanym reporterem jak jej idole: Oriana Fallaci i Kim Moon-ho. Jest adoptowaną córką prawnika prowadzącego kawiarnię. W miarę odkrywa nowe fakty dotyczące przyczyny jej traumatycznego przeżycia z dzieciństwa, uczy się również jak być dobrym reporterem. Znajduje sobie również nowego idola – Healera, który parokrotnie ratuje ją z opresji.

Kim So-yeon jako młoda Young-shin
Ku Geon-min jako mała Ji-an
- Yoo Ji-tae jako Kim Moon-ho / Kim Seung-chan jako młody Moon-ho – sławny reporter, któremu wiele osób zazdrości kariery. Jest bratem właściciela wielkiej firmy medialnej, Kim Moon Sika. Jednakże jego życie jest powiązane z dwoma wydarzeniami z przeszłości, determinującymi to kim jest – z 1980 roku i 1992 roku. Jego gorącym pragnieniem jest powiedzenie światu prawdy o wydarzeniu z 1992 roku i odnalezienia zaginionej przed laty Ji-an.

### Bohaterowie drugoplanowi
- Kim Mi-kyung jako Jo Min-ja – haker, współpracownica Healera; była policjantka wydziału cyber-przestępczości.
- Oh Gwang-rok jako Ki Young-jae / Choi Dong-gu jako młody Young-jae – mentor, opiekun i nauczyciel Jung-hoo, przyjaciel ojca Jung-hoo.
- Taemi jako Kang Dae-yong – podwładna Healera, wykonująca dla niego pomniejsze zadania.
- Ji Il-joo jako Seo Joon-seok – ojciec Jung-hoo, reporter.
- Lee Kyung-shim jako matka Jung-hoo / Song Ji-in jako młoda matka Jung-hoo.
- Park Sang-myun jako Chae Chi-soo – przybrany ojciec Young-shin, prawnik prowadzący kawiarnię.
- Woo Hyun jako Chul-min – były przestępca, który pracuje w kawiarni Chi-soo.
- Park Won-sang jako Jang Byung-se – naczelny redaktor pismaka w którym pracuje Young-shin.
- Choi Seung-kyung jako Yeo Gi-ja – reporter pracujący razem z Young-shin, zajmuje się administrowaniem strony gazety.
- Park Sang-won jako Kim Moon-sik / Son Seung-won jako młody Moon-sik – właściciel firmy medialnej, starszy brat Kim Moon-ho. Jest zamieszany w zatuszowanie sprawy podwójnego morderstwa sprzed dwóch dekad.
- Do Ji-won jako Choi Myung-hee / Jung Hye-jin jako młodsza Myung-hee – poruszająca się obecnie na wózku inwalidzkim, biologiczna matka Young-shin i żona Moon-sika. Razem z przyjaciółmi prowadziła niegdyś nielegalną stację nadawczą.
- Woo Hee-jin jako Kang Min-jae – obecnie bezpośrednia przełożona Moon-ho, niegdyś jego dziewczyna.
- Jang Sung-beom jako Lee Jong-soo – podwładny Moon-ho, zostaje dla niego podwójnym agentem.
- Park Sang-wook jako Bae Sang-soo – właściciel firmy Double S Guard, która oferuje „nocnych kurierów do wynajęcia”. Jego firma zostaje kupiona przed Moon-sika.
- Jo Han-chul jako Yoon Dong-won – pracuje w wydziale cyber-przestępczości. Jest byłym kolegą z pracy Min-ji. Śledzi poczynania Healera i pragnie go schwytać.
- Oh Jong-hyuk jako Oh Gil-han – reporter, biologiczny ojciec Young-shin, pierwszy mąż Myung-hee.
- Jung Gyu-soo jako Oh Tae-won – sekretarz Moon-sika, który jest również mordercą pracującym dla Starszego.
- Hwang Jae Gyoon jako Hwang Jae-gook – właściciel szemranej firmy budowlanej, ale również zajmuje się przemysłem rozrywkowym. Jedną z jego byłych pracownic jest Joo Yeon-hee.
- Kim Ri-na jako Joo Yeon-hee – mało znana aktorka, która jest ofiarą przemocy seksualnej ze strony swoich pracodawców; uratowana przed samobójstwem przez Young-shin, postanawia walczyć o swoje i oskarża Kim Ui-Chana o molestowanie seksualne.
- Hong Seung-Jin jako Yo-Yo – gangster używający jojo, pracuje dla Double S Guard
- Choi Jong-won jako Park Jung-dae, „Starszy”.
- Yeo Ho-Min jako detektyw, współpracownik Dong-wona.
- Kim Jin-Hee jako No Sun-Jae – pracuje w tej samej gazecie co Young-shin.
- Jo Young-Jin jako Kim Ui-Chan – kandydat na prezydenta Seulu, jeden z ludzi Starszego; zostaje skompromitowany gdy seks-taśmy wychodzą na światło dzienne.
- Lee Moon-sik jako Ko Sung-chul – demaskator, który chce przemycić informacje dotyczące Starszego, korzystając z usług Healera. (cameo, odcinek 1)
- Wang Bit-Na – Oh Sun-Jung (ep.1-2)
- Nam Hee-seok jako Michelle (cameo, odcinek 9)
- Jeon Hye-bin jako Kim Jae-yoon – pani naukowiec, demaskatorka, która przemyca informacje na temat eksperymentów medycznych wykonywanych na zlecenia Starszego i przekazuje je Moon-ho i Young-shin. (cameo, odcinek 20)

## Nagrody i nominacje
| Rok  | Ceremonia        | Kategoria                                     | Nominowany                     | Rezultat  | Przypisy             |
| ---- | ---------------- | --------------------------------------------- | ------------------------------ | --------- | -------------------- |
| 2014 | KBS Drama Awards | Najlepszy aktor w serialu średnioformatowym   | Ji Chang-wook                  | Nominacja | [ 9 ] [ 10 ]         |
| 2014 | KBS Drama Awards | Najlepszy aktor w serialu średnioformatowym   | Yoo Ji-tae                     | Nominacja | [ 10 ]               |
| 2014 | KBS Drama Awards | Najlepsza aktorka w serialu średnioformatowym | Park Min-young                 | Wygrana   | [ 11 ] [ 12 ]        |
| 2014 | KBS Drama Awards | Najpopularniejszy aktor                       | Ji Chang-wook                  | Wygrana   | [ 11 ] [ 12 ]        |
| 2014 | KBS Drama Awards | Najlepsza para                                | Ji Chang-wook i Park Min-young | Wygrana   | [ 13 ] [ 11 ] [ 12 ] |

## Ścieżka dźwiękowa
| Nr  | Tytuł utworu                        | Wykonawca              | Muzyka                    | Długość |
| --- | ----------------------------------- | ---------------------- | ------------------------- | ------- |
| 1.  | „힐러” (Healer)                     | różni artyści          |                           | 2:36    |
| 2.  | „Eternal Love”                      | Michael Learns to Rock |                           | 4:16    |
| 3.  | „When You Hold Me Tight”            | Yael Meyer             |                           | 3:12    |
| 4.  | „눈이 하는 말” (Nun-i haneun mal)   | Tei                    |                           | 3:36    |
| 5.  | „You”                               | Ben                    |                           | 3:46    |
| 6.  | „그대 때문에” (geudae ttaemun-e)    | JUST                   |                           | 4:09    |
| 7.  | „지켜줄게” (jikyeojulge)            | Ji Chang-wook          |                           | 4:10    |
| 8.  | „침묵” (chimmug)                    | różni artyści          | Lee Pil-ho & Park Jong-mi | 2:40    |
| 9.  | „Love and Pain”                     | różni artyści          | Im Na-rae                 | 3:30    |
| 10. | „코드명 힐러” (kodeumyeong Healer)  | różni artyści          | Lee Pil-ho                | 2:16    |
| 11. | „멋있다 힐러” (meos-issda Healer)   | różni artyści          | Kim Min-woo               | 2:09    |
| 12. | „김문호 기자” (Kim Moon-ho gija)    | różni artyści          | Kim Ji-eun                | 2:32    |
| 13. | „지나간다” (jinaganda)              | różni artyści          | Im Na-rae                 | 3:15    |
| 14. | „세상을 품다” (sesang-eul pumda)    | różni artyści          | Ok Jeong-yong             | 3:59    |
| 15. | „정후사랑” (jeong-gusalang)         | różni artyści          | Park Jong-mi              | 3:18    |
| 16. | „To Battle”                         | różni artyści          | Kim Min-woo               | 2:37    |
| 17. | „영신이의 꿈” (yeongsim-iui kkum)   | różni artyści          | Im Na-rae                 | 2:35    |
| 18. | „You Love Me”                       | różni artyści          | Kim Min-woo               | 2:08    |
| 19. | „아픔의 흔적” (apeum-ui heunjeog)   | różni artyści          | Kim Ji-eun                | 2:58    |
| 20. | „해킹루트” (haekingluteu)           | różni artyści          | Lee Pil-ho                | 1:43    |
| 21. | „Healing Me”                        | różni artyści          | Im Na-rae                 | 3:18    |
| 22. | „Trouble”                           | różni artyści          | Kim Min-woo               | 3:11    |
| 23. | „그들의 운명” (geudeul-ui unmyeong) | różni artyści          | Kim Ji-eun                | 3:05    |
| 24. | „영원한 기억” (yeong-wonhan gieog)  | różni artyści          |                           | 2:53    |
|     |                                     |                        |                           | 1:13:52 |